# Het grote geheim
Het grote geheim is het achtste studioalbum van de Tröckener Kecks uit 1994. 

## Hoes
Op de voorkant van de hoes staat een kleuren-foto van het Kinetisch kunstwerk: Meta harmony II van kunstenaar Jean Tinguely uit 1979. Bij het nummer Het grote geheim is een intro te horen van het kinetische kunstwerkː Gismo van dezelfde kunstenaar. 

## Nummers
| Nr. | Titel                                                              | Schrijver(s)                                            | Duur |
| --- | ------------------------------------------------------------------ | ------------------------------------------------------- | ---- |
| 1.  | Feest van de gemiste kansen                                        | Leo Kenter, Rick de Leeuw, Rob de Weerd, Theo Vogelaars | 4:23 |
| 2.  | Waaklied                                                           | Leo Kenter, Rick de Leeuw, Rob de Weerd, Theo Vogelaars | 5:09 |
| 3.  | Het grote geheim (Intro: Kinetisch kunstwerk: Gismo Jean Tinguely) | Leo Kenter, Rick de Leeuw, Rob de Weerd, Theo Vogelaars | 3:07 |
| 4.  | Kijk niet om                                                       | Leo Kenter, Rick de Leeuw, Rob de Weerd, Theo Vogelaars | 5:36 |
| 5.  | Ik mis je                                                          | Leo Kenter, Rick de Leeuw, Rob de Weerd, Theo Vogelaars | 3:14 |
| 6.  | De ogen van je vader                                               | Leo Kenter, Rick de Leeuw, Rob de Weerd, Theo Vogelaars | 5:11 |
| 7.  | Na de storm                                                        | Leo Kenter, Rick de Leeuw, Rob de Weerd, Theo Vogelaars | 4:24 |
| 8.  | Alles is allang gedaan                                             | Leo Kenter, Rick de Leeuw, Rob de Weerd, Theo Vogelaars | 3:55 |
| 9.  | Ballade van de boer                                                | Jan Cremer                                              | 7:33 |
| 10. | Trek je jas aan                                                    | Leo Kenter, Rick de Leeuw, Rob de Weerd, Theo Vogelaars | 6:12 |

## Muzikanten
De credits op de oorspronkelijke CD vermeldden:
- Paul Berding - bariton saxofoon
- Rini Dobbelaar - harmonica
- Kees Hoogeveen - bas klarinet
- Leo Kenter - drums
- Thé Lau - gitaar, achtergrond zang
- Rick de Leeuw - zang
- Floor Massee - tenor Saxofoon
- Ronald Oord - trompet
- Theo Vogelaars - bas
- Rob de Weerd - gitaar
- Rob van Zandvoort - piano, orgel [Hammond]